# Кожбана
Кожбана (словен. Kožbana) — поселення в общині Брда, Регіон Горишка, Словенія. Висота над рівнем моря: 295,7 м.